# Recuay (provincie)
| Recuay                                                 | Recuay                               |
| ------------------------------------------------------ | ------------------------------------ |
| Lacul Quñuqqucha la poalele muntelui Qiwllarahu        |                                      |
| Harta localizării provinciei în cadrul regiunii Ancash |                                      |
| Informații generale                                    |                                      |
| Nume nativ                                             | Provincia de Recuay                  |
| Țară                                                   | Peru                                 |
| Regiune                                                | Ancash                               |
| Fondare                                                | 30 septembrie 1949                   |
| Primar                                                 | Milton Duck León Vergara (2011-2014) |
| - Capitală                                             | Recuay                               |
| - Suprafață totală                                     | 2304,19 km2                          |
| - Districte                                            | 10                                   |
| Populație                                              |                                      |
| An recensământ                                         | 2007                                 |
| - Totală                                               | 19 102                               |
| - Densitate                                            | 8,29/km2                             |
| Fus orar                                               | UTC-5                                |
| Sit web                                                | http://www.munirecuay.gob.pe/        |
| UBIGEO                                                 | 0217                                 |
| Modifică text                                          |                                      |

Recuay este una dintre cele douăzeci de provincii din regiunea Ancash din Peru. Capitala este orașul Recuay. Se învecinează cu provinciile Aija, Huaraz, Huari, Bolognesi și Huarmey.

## Diviziune teritorială
Provincia este divizată în 10 districte (spaniolă: distritos, singular: distrito):
- Recuay
- Catac
- Cotaparaco
- Huayllapampa
- Llacllín
- Marca
- Pampas Chico
- Pararín
- Tapacocha
- Ticapampa

## Grupuri etnice
Provincia este locuită de către urmași ai populațiilor quechua. Limba spaniolă este limba care a fost învățată de către majoritatea populației (procent de 63,32%) în copilărie, iar 36,42% dintre locuitori au vorbit pentru prima dată quechua.